# Rucka Rucka Ali
Rucka Rucka Ali, né le 20 janvier 1987, est un rappeur, humoriste et animateur de radio américain. Il s’est fait connaître sur YouTube, sa chaîne compte au total plus de 100 millions de vues. Il compte six albums studio, dont trois ont atteint les Billboard Top Comedy Albums.

## Biographie
Ruck Rucka Ali s'est fait connaître par ses vidéos parodiques diffusées sur YouTube, reprenant des tubes d'autres artistes. Les critiques qui lui sont adressées insistent de ce fait particulièrement sur le caractère supposément raciste de ses parodies.
L'une de ses meilleures parodies s'intitule Ching Chang Chong, une parodie de la chanson Boom Boom Pow des Black Eyed Peas de stéréotypes asiatiques, et Justin's Beaver, une parodie de la chanson Magic de B.o.B ridiculisant Justin Bieber. Une autre s'intitule Ima Korean, une parodie de la chanson I Gotta Feeling des Black Eyed Peas qui se moque de Kim Jong-il et du peuple nord-coréen. Il publie la suite de la parodie intitulée My Korea's Over une parodie de l« amour éternel » du peuple nord-coréen pour leur nouveau chef Kim Jong-un. En 2013, il publie une autre suite intitulée Kim Jong-Un Song.
Entre le 31 juillet et le 7 août 2010, Rucka atteint 5 place du top 10 Billboard Comedy Digital Tracks,. En septembre 2012, il publie son sixième album, Rucka's World, qui atteint la 8e place des Billboard Top Comedy Albums.
En décembre 2014, avec Andy Dick, il annonce la publication de son nouvel album Black Man of Steal pour janvier 2015.

## Discographie
| Titre                                                | Année | Meilleur position dans le classement Billboard |
| ---------------------------------------------------- | ----- | ---------------------------------------------- |
| Straight Outta West B                                | 2008  | —                                              |
| I'm Black, You're White & These Are Clearly Parodies | 2010  | 6                                              |
| A Very Rucka Christmas                               | 2010  | —                                              |
| Probably Racist                                      | 2011  | 11                                             |
| A Very Rucka Christmas: The 2nd Cumming              | 2011  | —                                              |
| Rucka's World                                        | 2012  | 8                                              |
| Black Man of Steal                                   | 2015  | 7                                              |
| Everything Is Racist                                 | 2016  | —                                              |
| "—" denotes a recording that did not chart.          |       |                                                |

| Titre                          | Année | Meilleur position dans le classement Billboard |
| ------------------------------ | ----- | ---------------------------------------------- |
| "I Can Do Whatever, I'm White" | 2010  | 19                                             |
| "Go Cops"                      | 2010  | 4                                              |
| "Ching Chang Chong"            | 2010  | 7                                              |
| "Ima Korean"                   | 2010  | 2                                              |
| "Emo (Like a Nazi)"            | 2010  | 25                                             |
| "I Love Minorities"            | 2010  | 8                                              |
| "Let's Go Jesus!"              | 2010  | 12                                             |
| "Justin's Beaver"              | 2010  | 3                                              |
| "Osama Bin Found"              | 2011  | 18                                             |
| "I'm Obama"                    | 2013  | 19                                             |
| "Only 17"                      | 2014  | 17                                             |
| "Ebola (La La)"                | 2014  | 6                                              |

| Année | Titre                         | Réalisateur          |
| ----- | ----------------------------- | -------------------- |
| 2008  | "I Can Do Whatever I'm White" | MC Serch             |
| 2013  | "Justin's Beaver"             | Pinegrove Collective |
| 2015  | "Kim Jong Un Song"            | Dave Farese          |
| 2015  | "Shake Ur Tush"               | —                    |
| 2017  | "EBOLA 2.0."                  | —                    |

| Année                                              | Titre                                                    | Parodie de                                                        |
| -------------------------------------------------- | -------------------------------------------------------- | ----------------------------------------------------------------- |
| 2012                                               | "Al Qaedirection"                                        | "Die Young" - Ke$ha                                               |
| 2016                                               | "Hillary"                                                | "Centuries" - Fall Out Boy                                        |
| 2017                                               | "Grab America by the Pussy"                              | "Sit Still, Look Pretty" - Daya                                   |
| 2017                                               | "Heroes & Trolls"                                        | "All Star" - Smash Mouth                                          |
| 2017                                               | "Hitler Is Pewdiepie"                                    | "Scars to Your Beautiful" - Alessia Cara                          |
| 2017                                               | "iPhones Gay"                                            | "Why Don't You Get a Job?" - The Offspring                        |
| 2017                                               | "Isis Isis Baby"                                         | "Ice Ice Baby" - Vanilla Ice                                      |
| 2017                                               | "Leafy is Literally"                                     | "Crawling" - Linkin Park                                          |
| 2017                                               | "It's Very Gay Bro"                                      | "It's Everyday Bro" - Jake Paul ft. Team 10                       |
| 2017                                               | "Milo's Gay"                                             | "Paris" - The Chainsmokers                                        |
| 2017                                               | "Sargon"                                                 | "Starboy" - The Weeknd ft. Daft Punk                              |
| 2017                                               | "I'm in the Illuminati"                                  | "Shape of You" - Ed Sheeran                                       |
| 2017                                               | "Dear White People"                                      | "Despacito (Remix)" - Luis Fonsi & Daddy Yankee ft. Justin Bieber |
| 2017                                               | "I'm Racist (In No Way Whatsoever)"                      | "Body Like a Back Road" - Sam Hunt                                |
| 2017                                               | "Treat Jew Better"                                       | "Treat You Better" - Shawn Mendes                                 |
| 2017                                               | "Prince Ali Obama"                                       | "Prince Ali" - Robin Williams for Aladdin                         |
| 2017                                               | "Party in the TSA"                                       | "Party in the U.S.A." - Miley Cyrus                               |
| 2017                                               | "All I Do is Game"                                       | "Stay" - Zedd ft. Alessia Cara                                    |
| 2017                                               | "Not My Fault (That We Black)"                           | "There's Nothing Holdin' Me Back" - Shawn Mendes                  |
| 2017                                               | "I'm Thainese (Not Chinese)"                             | "Sorry Not Sorry" - Demi Lovato                                   |
| 2018                                               | "China Na Na (ft. DJ Not Nice)"                          | "Havana" - Camila Cabello ft. Young Thug                          |
| 2018                                               | "Logan Dindu Nuffin"                                     | "New Rules" - Dua Lipa                                            |
| 2018                                               | "This Is Why We Can't Have Rice Things (ft. DJ Not Nice) | "This Is Why We Can't Have Nice Things" - Taylor Swift            |
| 2018                                               | "Aluwakbar"                                              | "Rockstar" - Post Malone ft. 21 Savage                            |
| 2018                                               | "Eat a D"                                                | "Meant to Be" - Bebe Rexha ft. Florida Georgia Line               |
| 2018                                               | "Aids in Africa"                                         | "Africa" - Toto                                                   |
| 2018                                               | "Netherlands Gay"                                        | "Whatever It Takes" - Imagine Dragons                             |
| 2018                                               | "White People Can't Even"                                | "The Middle" - Zedd ft. Maren Morris & Grey                       |
| 2018                                               | "Kim & I"                                                | "Him & I" - G-Eazy ft. Halsey                                     |
| 2019                                               | "Old Town Grope"                                         | "Old Town Road" - Lil Nas X                                       |
| 2019                                               | "We Fuck the Earth"                                      | "Earth" - Lil Dicky                                               |
| 2019                                               | "White Men"                                              | "Truth Hurts" - Lizzo                                             |
| 2020                                               | "I’m the Black Guy"                                      | "Bad Guy" - Billie Eilish                                         |
| 2020                                               | "Corn Virus"                                             | "Panini" - Lil Nas X                                              |
| 2020                                               | "Conscious Rapper"                                       | —                                                                 |
| 2021                                               | "Black God"                                              | "Rap God" - Eminem                                                |
| 2021                                               | "I'm Always Mean to Jew"                                 | "Mood" - 24kGoldn and Iann Dior                                   |
| 2021                                               | "I Watch Anime"                                          | "Bang" - AJR                                                      |
| 2021                                               | "Have You Seen John Connor"                              | "Use Somebody" - Kings of Leon                                    |
| 2021                                               | "Kobe"                                                   | "Montero (Call Me by Your Name)" - Lil Nas X                      |
| 2021                                               | "I'm Gay"                                                | "Go Crazy" - Chris Brown & Young Thug                             |
| 2021                                               | "We Blew Up"                                             | "Beautiful People" - Ed Sheeran ft. Khalid                        |
| 2021                                               | "Life Online"                                            | "Dynamite" - BTS                                                  |
| 2021                                               | "Black Friend"                                           | "Best Friend" - Saweetie ft. Doja Cat                             |
| 2021                                               | "Therefore I Trans"                                      | "Therefore I Am" - Billie Eilish                                  |
| 2021                                               | "Goo 4 U"                                                | "Good 4 U" - Olivia Rodrigo                                       |
| 2021                                               | "Ayrab's Paradise"                                       | "Gangsta's Paradise" - Coolio                                     |
| "—" désigne une chanson qui n'est pas une parodie. |                                                          |                                                                   |

| Année | Titre                 | participants                      |
| ----- | --------------------- | --------------------------------- |
| 2021  | "Pill Popper (Remix)" | Jeremie featuring Rucka Rucka Ali |